# Yhden enkelin unelma
Yhden enkelin unelma è un singolo della cantante finlandese Tarja Turunen, pubblicato nel 2004. Si tratta di un singolo natalizio realizzato come progetto solista quando la cantante faceva parte del gruppo symphonic metal Nightwish. Il titolo è in lingua finlandese e vuol dire "Il sogno di un angelo". È stato pubblicato anche come EP in edizione limitata.

## Tracce
- Edizione standard

1. En Etsi Valtaa, Loistoa – 3:30 (Jean Sibelius, Zachris Topelius)
2. Kun Joulu On – 3:36 (Otto Kotilainen, Alpo Noponen)
3. En Etsi Valtaa, Loistoa (live) – 3:32 (Jean Sibelius, Zachris Topelius)
4. Kun Joulu On (live) – 3:31 (Otto Kotilainen, Alpo Noponen)